# Phoneyusa manicata
Phoneyusa manicata är en spindelart som beskrevs av Simon 1907. Phoneyusa manicata ingår i släktet Phoneyusa och familjen fågelspindlar.
Artens utbredningsområde är Principe. Inga underarter finns listade i Catalogue of Life.